# Head-fi
Head-Fi er et internetforum, som har specialiseret sig i alt inden for hovedtelefoner. Forummet blev startet den 20. juli 2001. Det er et af verdens største hi-fi-diskussionssider med over 60.000 registrerede medlemmer, 3.000.000 forumindlæg og flere end 200.000 unikke månedlige besøgende.[kilde mangler]
Head-fi’s slogan er: ”Welcome to Head-Fi, sorry about your wallet.” . Som de siger, bliver man aldrig rigtig færdig med at opgradere sine hovedtelefoner. På head-fi kalder de det ”upgraditis”.

## Eksterne links
- Head-fi forside
- Head-fi forum

| Internet | Spire Denne internet-relaterede artikel er en spire som bør udbygges. Du er velkommen til at hjælpe Wikipedia ved at udvide den. |